# Episodi di The King of Queens (quarta stagione)
La quarta stagione della serie televisiva The King of Queens, composta da 25 episodi, è andata in onda negli Stati Uniti sul canale CBS dal 24 settembre 2001 al 20 maggio 2002.
| nº | Titolo originale | Titolo italiano                    | Prima TV USA      | Prima TV Italia |
| -- | ---------------- | ---------------------------------- | ----------------- | --------------- |
| 1  | Walk, Man        | A cuccia, Arthur                   | 24 settembre 2001 |                 |
| 2  | Sight Gag        | Illusione ottica                   | 1º ottobre 2001   |                 |
| 3  | Mean Streak      | Scarabeo                           | 8 ottobre 2001    |                 |
| 4  | Friender Bender  | Incidente                          | 15 ottobre 2001   |                 |
| 5  | No Retreat       | Tra avvocati                       | 22 ottobre 2001   |                 |
| 6  | Ticker Treat     | Scherzetti del cuore               | 29 ottobre 2001   |                 |
| 7  | Lyin' Hearted    | Cuor di bugiardo                   | 5 novembre 2001   |                 |
| 8  | Life Sentence    | Occhio indiscreto                  | 12 novembre 2001  |                 |
| 9  | Veiled Threat    | Finché morte non ci separi         | 19 novembre 2001  |                 |
| 10 | Oxy Moron        | Tempi duri per gli eroi            | 26 novembre 2001  |                 |
| 11 | Depo Man         | Testimone                          | 10 dicembre 2001  |                 |
| 12 | Ovary Action     | Prove di gravidanza                | 17 dicembre 2001  |                 |
| 13 | Food Fight       | Guerra del cibo                    | 7 gennaio 2002    |                 |
| 14 | Double Downer    | Doppio rovescio                    | 14 gennaio 2002   |                 |
| 15 | Dougie Nights    | Notti brave di Doug                | 4 febbraio 2002   |                 |
| 16 | No Orleans       | Fuga da New Orleans                | 25 febbraio 2002  |                 |
| 17 | Missing Links    | Legami mancanti                    | 4 marzo 2002      |                 |
| 18 | Hero Worship     | Senso degli affari                 | 18 marzo 2002     |                 |
| 19 | Screwed Driver   | Autista fregato                    | 25 marzo 2002     |                 |
| 20 | Lush Life        | La botte piena e la moglie ubriaca | 8 aprile 2002     |                 |
| 21 | Bun Dummy        | Quante lacrime per una cipolla     | 29 aprile 2002    |                 |
| 22 | Patrons Ain't    | Non ci sono benefattori            | 6 maggio 2002     |                 |
| 23 | Eddie Money      |                                    | 13 maggio 2002    |                 |
| 24 | Two Thirty       | Terrore sul filo interdentale      | 20 maggio 2002    |                 |
| 25 | Shrink Wrap      | Soluzione psichiatrica             | 20 maggio 2002    |                 |